# ドミニク・ソランケ
ドミニク・ソランケ（Dominic Solanke, 1997年9月14日 - ）は、イングランド・ベイジングストーク出身のプロサッカー選手。トッテナム・ホットスパーFC所属。イングランド代表。ポジションはフォワード。
ナイジェリアにルーツを持つ。

## 経歴

### クラブ
チェルシーの下部組織育ちでジョゼ・モウリーニョのもと、トップチームに帯同した。2014年10月21日、UEFAチャンピオンズリーグのマリボル戦でトップチームデビューを果たした。2015-16シーズンはフィテッセにレンタル移籍をして、リーグ戦で25試合7得点をあげた。復帰後はチェルシーのU-23チームでプレーした。
2017年5月30日、リヴァプールはソランケと移籍について合意したと発表した。7月10日、リヴァプールと正式に契約を結んだ。
2019年1月4日、ボーンマスに長期契約で移籍することが発表された。2023-24シーズン、リーグでは6試合で6ゴールを挙げる活躍により、2023年12月のリーグ最優秀選手賞を受賞した。
2024年8月10日、トッテナムに移籍した。契約期間は2030年6月30日までの6年契約となっている。

### 代表
各年代でイングランド代表に選出されている。
UEFA U-17欧州選手権2014では4試合で4得点を挙げ優勝に貢献、自身も大会得点王を獲得した。
UEFA U-19欧州選手権2016にもメンバーの一人として参加した。
韓国で開催されたFIFA U-20ワールドカップでイングランドの初優勝に貢献し、MVPにあたるゴールデンボールに選出された。
2017年11月のドイツ代表、ブラジル代表との国際親善試合にサプライズ招集され、ブラジル代表との親善試合で後半75分より途中出場し、A代表デビューを果たした。

## 個人成績

### クラブ
| 国内大会個人成績 | 国内大会個人成績 | 国内大会個人成績 | 国内大会個人成績   | 国内大会個人成績 | 国内大会個人成績 | 国内大会個人成績 | 国内大会個人成績 | 国内大会個人成績 | 国内大会個人成績 | 国内大会個人成績 | 国内大会個人成績 |
| 年度             | クラブ           | 背番号           | リーグ             | リーグ戦         | リーグ戦         | リーグ杯         | リーグ杯         | オープン杯       | オープン杯       | 期間通算         | 期間通算         |
| 年度             | クラブ           | 背番号           | リーグ             | 出場             | 得点             | 出場             | 得点             | 出場             | 得点             | 出場             | 得点             |
| オランダ         | オランダ         | オランダ         | オランダ           | リーグ戦         | リーグ戦         | リーグ杯         | リーグ杯         | KNVBカップ       | KNVBカップ       | 期間通算         | 期間通算         |
| ---------------- | ---------------- | ---------------- | ------------------ | ---------------- | ---------------- | ---------------- | ---------------- | ---------------- | ---------------- | ---------------- | ---------------- |
| 2015-16          | フィテッセ       | 9                | エールディヴィジ   | 25               | 7                | -                | -                | 1                | 0                | 26               | 7                |
| イングランド     | イングランド     | イングランド     | イングランド       | リーグ戦         | リーグ戦         | FLカップ         | FLカップ         | FAカップ         | FAカップ         | 期間通算         | 期間通算         |
| 2016-17          | チェルシー       | 41               | プレミアリーグ     | 0                | 0                | 0                | 0                | 0                | 0                | 0                | 0                |
| 2017-18          | リヴァプール     | 29               | プレミアリーグ     | 21               | 1                | 1                | 0                | 1                | 0                | 23               | 1                |
| 2018-19          | リヴァプール     | 29               | プレミアリーグ     | 0                | 0                | 0                | 0                | -                | -                | 0                | 0                |
| 2018-19          | ボーンマス       | 29               | プレミアリーグ     | 10               | 0                | -                | -                | 0                | 0                | 10               | 0                |
| 2019-20          | ボーンマス       | 9                | プレミアリーグ     | 32               | 3                | 2                | 0                | 2                | 1                | 36               | 4                |
| 2020-21          | ボーンマス       | 9                | チャンピオンシップ | 40               | 15               | 1                | 0                | 2                | 0                | 43               | 15               |
| 2021-22          | ボーンマス       | 9                | チャンピオンシップ | 46               | 29               | 1                | 1                | 1                | 0                | 48               | 30               |
| 2022-23          | ボーンマス       | 9                | プレミアリーグ     | 33               | 6                | 1                | 0                | 1                | 1                | 35               | 7                |
| 2023-24          | ボーンマス       | 9                | プレミアリーグ     | 38               | 19               | 3                | 1                | 1                | 1                | 42               | 21               |
| 2024-25          | トッテナム       | 19               | プレミアリーグ     | 27               | 9                | 4                | 2                | 1                | 0                | 32               | 11               |
| 通算             | オランダ         | オランダ         | エールディヴィジ   | 25               | 7                | -                | -                | 1                | 0                | 26               | 7                |
| 通算             | イングランド     | イングランド     | プレミアリーグ     | 161              | 38               | 11               | 3                | 6                | 3                | 178              | 44               |
| 通算             | イングランド     | イングランド     | チャンピオンシップ | 86               | 44               | 2                | 1                | 3                | 0                | 91               | 45               |
| 総通算           | 総通算           | 総通算           | 総通算             | 272              | 89               | 13               | 4                | 10               | 3                | 295              | 96               |

### 代表
| イングランド代表 | 国際Aマッチ | 国際Aマッチ |
| 年               | 出場        | 得点        |
| ---------------- | ----------- | ----------- |
| 2017             | 1           | 0           |
| 2018             | 0           | 0           |
| 2019             | 0           | 0           |
| 2020             | 0           | 0           |
| 2021             | 0           | 0           |
| 2022             | 0           | 0           |
| 2023             | 0           | 0           |
| 2024             | 2           | 0           |
| 通算             | 3           | 0           |

## タイトル

### クラブ
チェルシー・リザーブ
- FAユースカップ（2013-14, 2014-15）
- UEFAユースリーグ（2014–15）

#### トッテナム・ホットスパー
- ヨーロッパリーグ（2024-25）

### 代表
- UEFA U-17欧州選手権（2014）[16]
- 2017 FIFA U-20ワールドカップ

### 個人
- UEFA U-17欧州選手権 得点王（2014）
- UEFAユースリーグ 得点王（2014-15）
- FIFA U-20ワールドカップ ゴールデンボール（MVP）（2017）[13]
- プレミアリーグ月間最優秀選手（2023年12月）